# Pandolfini (famiglia)
I Pandolfini sono un'antica famiglia fiorentina, tuttora esistente.

## Storia famigliare

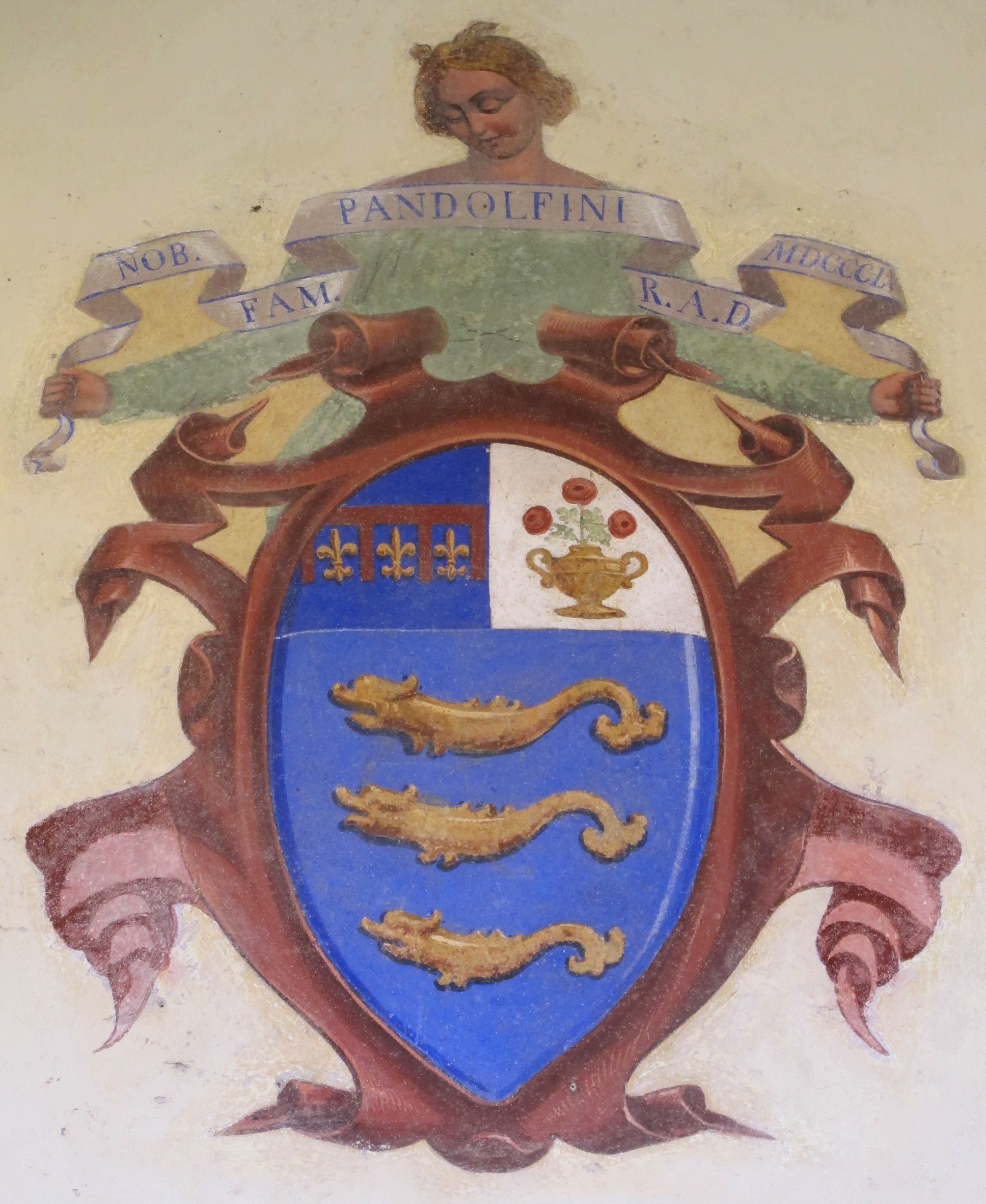
Affresco raffigurante lo stemma dei Pandolfini.

Pandolfino da Rinucciano, originario della zona di Signa, partecipò nelle file dei Guelfi alla battaglia di Montaperti nel 1260 e si inurbò a Firenze alla fine del XIII secolo. Seguì le orme del padre Jacopo, e lo stesso fecero i suoi figli Bertaldo e Giovanni, tutti notai, arrivando ad ottenere il prestigioso incarico di notai ufficiali della Repubblica di Firenze.

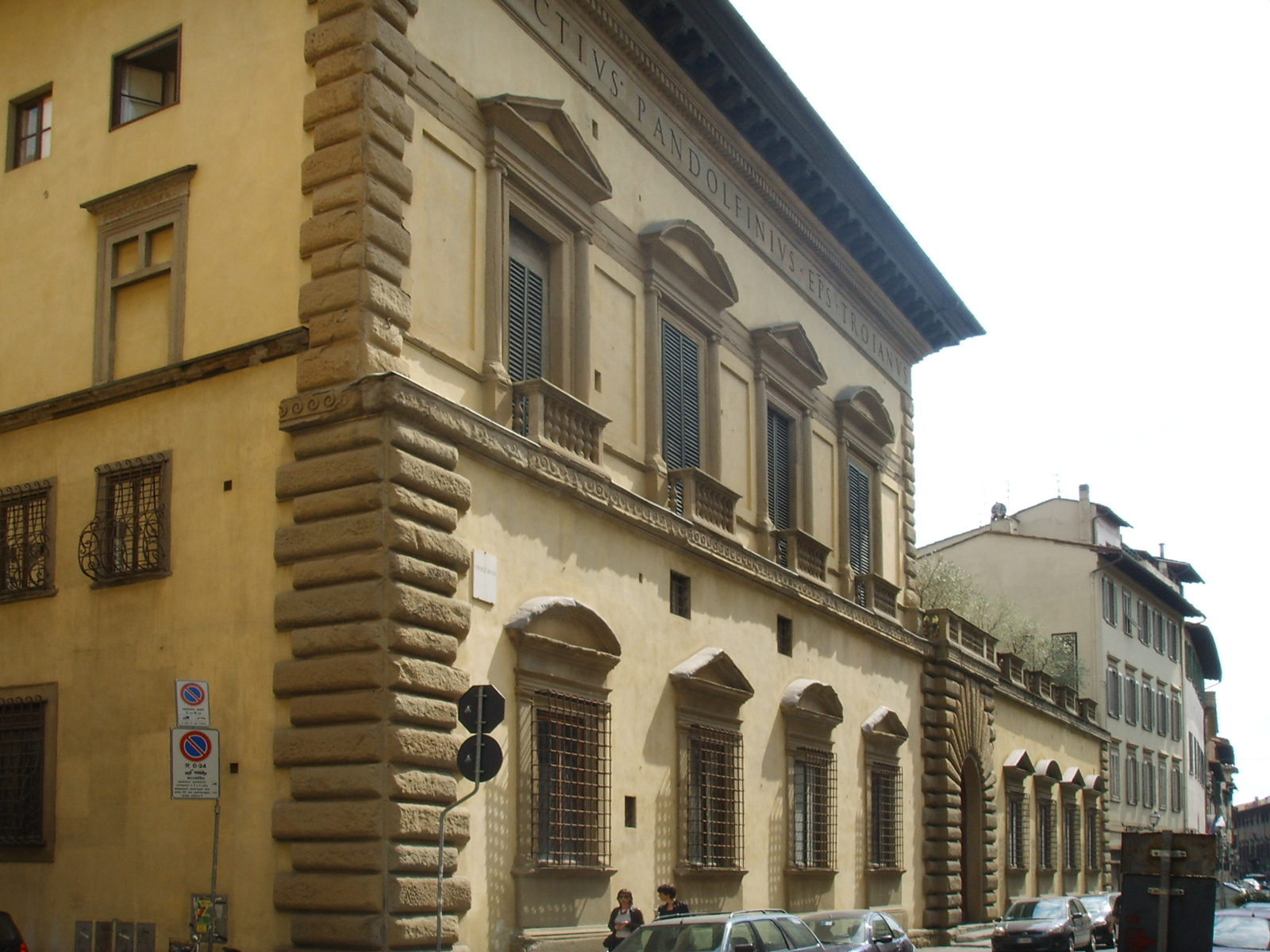
Palazzo Pandolfini

Un primo incarico politico si ebbe con Filippo, priore nel 1381 e Gonfaloniere di Giustizia nel 1383, a cui seguirono i numerosi incarichi di Agnolo, che fu uno dei più ragguardevoli cittadini della sua epoca: parte della Signoria nel 1397 e nel 1408, gonfaloniere nel 1414, nel 1420 e nel 1431, ambasciatore nel 1411, 1421 e 1433. Fedeli ai Medici anche al tempo della cacciata di Cosimo il Vecchio, ottennero in seguito importanti incarichi nello Stato. Giannozzo, figlio di Agnolo, fu ambasciatore a Napoli nel 1450, a Venezia nel 1454 e a Roma per congratularsi dell'elezione del nuovo papa Callisto III.
Pier Filippo Pandolfini fu uomo di fiducia di Lorenzo il Magnifico; suo figlio Pandolfo difese Pisa al tempo della calata di Carlo VIII di Francia (1494), ma con la cacciata di Piero il Fatuo fu esiliato da Firenze come fedelissimo dei Medici. Tuttavia la famiglia seppe approfittare del favore mediceo presso i papi Leone X e Clemente VII, tanto che Giannozzo Pandolfini fu nominato vescovo di Troia e Niccolò cardinale, e al rientro in città ebbero la possibilità di costruire uno straordinario palazzo, su disegno nientemeno che di Raffaello. Oltre all'interesse per l'architettura, il palazzo è uno dei pochissimi in città ad essere tuttora posseduto ininterrottamente dalla famiglia che lo fece costruire.
Fin dal Quattrocento la famiglia aveva posseduto una ricchissima biblioteca, che però si disperse nell'Ottocento: alcuni dei manoscritti sono oggi alla biblioteca Medicea Laurenziana, mentre gli incunaboli sono all'Archiginnasio di Bologna.
Nel 1506 Francesco fece un'importante ambasciata alla corte di Luigi XII di Francia, Pier Filippo (1502-1560) fu capitano durante l'assedio di Firenze del 1530 e ambasciatore mediceo a Venezia (1545-49, poi 1557), Ferrara (1550), presso l'imperatore (1551-55), commissario generale dell'esercito ducale (1556). Ludovico Maria (1675-1748) fu vescovo di Volterra. Filippo Pandolfinini, noto come linguista, studioso di Dante e traduttore in latino delle opere di Galileo, fu uno dei primi Lincei.
La cappella familiare si trova alla badia Fiorentina.